# Windows CE 5.0
Windows CE 5.0 (кодовое имя «Macallan») 32-разрядная операционная система для мобильных и встраиваемых компьютеров реального времени с поддержкой x86, ARM, MIPS и SuperH микропроцессорной архитектуры. Является преемником Windows CE 4.2, третьего релиза семейства Windows CE 4.0 .NET.

## Новое по сравнению с предыдущей версией
- Около 50 новых драйверов устройств;
- Средства испытания и обслуживания: Windows Error Reporting (отчет об ошибках Windows), расширение функциональности Windows CE Test Kit (испытательного комплекта для Windows CE)
- Мультимедиа: Direct3D Mobile для мультимедийных, игровых и других приложений
- Безопасность: прогнозирование опасностей, настройки безопасности по умолчанию, поддержка стандарта шифрования AES
- поддержка XML-стандартов (повышается управляемость и гибкость операций при работе с Windows CE).
- Для ОС Windows CE 5.0 Microsoft смягчила условия лицензии на исходный код, распространяющийся в рамках инициативы Shared Source. Так, потребители смогут распространять модифицированные версии системы в коммерческих целях, при этом сохраняя за собой права на сделанные изменения. Ранее Microsoft требовала сублицензировать ей все выполненные модификации.

Windows CE 5.0 существует в нескольких модификациях. Windows CE 5.0 часто устанавливается на GPS-навигаторах, обеспечивая минимальную функциональность. В то время как Windows CE 5.0 .NET устанавливают на устройствах класса КПК.
В состав Windows CE 5.0 .NET входит специальная версия исполняющего ядра .NET — .NET Compact Framework 1.0 Service Pack 2. Также включен набор программ просмотра документов в форматах приложений, входящих в Microsoft Office (Word, Excel, PowerPoint), Microsoft Inbox (клиент электронной почты) и WordPad (упрощенный редактор текстов в формате Microsoft Word или RTF)